# 폴리클로로프렌

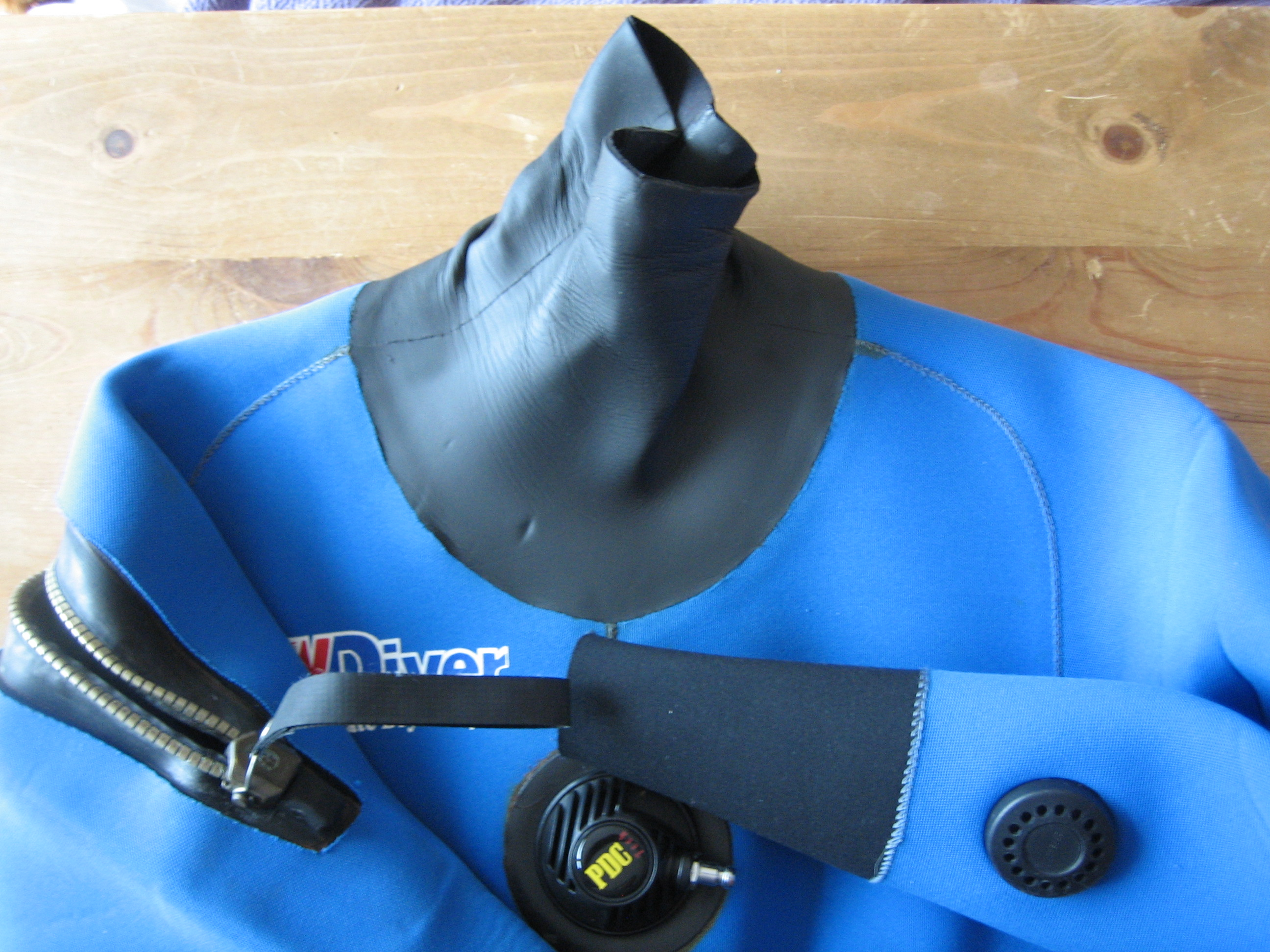
네오프렌으로 만든 잠수복

폴리클로로프렌(영어: polychloroprene) 또는 클로로프렌 고무(영어: chloroprene gum)는 뒤퐁사의 캐로더스가 개발한 합성 고무이며, 클로로프렌을 중합시켜서 만든 것이다. 상품명은 네오프렌(영어: neoprene)이다. 클로로프렌은 천연고무의 아이소프렌의 메틸기가 염소 원자로 바뀐 것이다. 클로로프렌 자체는 중합하기 쉽고, 촉매 없이 가열하는 것만으로 중합하며, 흰 괴상(塊狀)의 폴리클로로프렌으로 된다. 이것은 내후성, 내노화성, 내유성이 뛰어나므로 전선케이블의 피복이나 차량의 공기 용수철, 토목공사용 고무벨트 등에 널리 쓰이고 있다.

## 역사
폴리클로로프렌은 듀퐁의 Elmer Keiser Bolton 박사가 노터데임 대학교의 화학과 교수 Julius Nieuwland의 강의에 참석한 이후 1930년 4월 17일 듀퐁 과학자들이 발명하였다.
듀퐁은 처음으로 1931년 화합물을 마케팅하였고, 그 이름은 DuPrene이다. 그러나 상업적인 가능성은 본래의 제조 공정으로 인해 제한이 있었고 제품은 악취로 함께 남겨졌다. 냄새를 일으키는 부산물을 제거하고 생산 비용을 반으로 줄이는 새로운 공정이 개발되어 이 회사는 이 물질을 최종 상품의 제조업체들에게 판매하기 시작했다.

## 같이 보기
- 아이소프렌
- 의료용 장갑